# Фіхтенгее
Фіхтенгее (нім. Fichtenhöhe) — громада в Німеччині, розташована в землі Бранденбург. Входить до складу району Меркіш-Одерланд. Складова частина об'єднання громад Зелов-Ланд.
Площа — 22,89 км2. Населення становить 476 ос. (станом на 31 грудня 2020).